# Asperup Kirke
Asperup Kirke er en kirke fra 1100-tallet i landsbyen Asperup, umiddelbart sydvest for Båring på Vestfyn. 
Kirken var i middelalderen viet til Vor Frue. Kor og skib er opført i romansk tid af granitkvadre over profileret dobbeltsokkel. Ved en restaurering i 1980'erne fandt man en oprindelig træramme i et romansk vindue, undersøgelser viste at træet stammede fra 1170, man har derfor dateret den romanske kirke til o.1180. Koret har oprindelig haft apsis, som blev nedbrudt i senmiddelalderen, da koret blev forlænget mod øst. I korets sokkel mod nord ses buede sokkelsten fra apsis. Korudvidelsen fik skibets bredde, men det oprindelige kor beholdt sin oprindelige bredde. Den nye østgavl har blændinger og trappegavl. I den oprindelige nordmur spores romanske vinduer.
Tårn og våbenhus er opført i sengotisk tid af munkesten og genanvendte kvadre, begge bygninger har blændingsprydede trappegavle, tårnet har desuden murblændinger i hele højden. I åbningen mellem våbenhuset og skibet sidder en jernbunden dør, døren er signeret 1513 Anders Smed.
Det oprindelige kor og skibet har fået indbygget hvælv i sengotisk tid, korudvidelsen mod øst har ottedelt ribbehvælv. Kalkmalerierne over korbuen er fra 1400-tallet og fremstiller Dommedag, i midten sidder Kristus på regnbuen, fra hans mund udgår sværd og lilje, omkring Kristus står Maria og Johannes Døberen, de øvrige figurer er svære at identificere, muligvis er det Peter bag Maria, den anden figur bag Johannes Døberen er formodentlig Bartholomæus med kniv.
Alterbordet har panel med fyldninger udført af Knud Snedker o.1580, tre fyldninger er ægte, resten er eftergjort i nyere tid. Altertavlen i bruskbarok er udført af Anders Mogensen o.1650, i topstykket er indsat et korsfæstelsesrelief, som formodentlig stammer fra en altertavle fra 1589, som har stået i kirken, storfeltets maleri er udført af Sven Havsteen-Mikkelsen i 1974. Prædikestolen fra 1580 er signeret "Knud Snedker Baarger i Melfaar", felternes relieffer er udført af Anders Mortensen i midten af 1600-tallet, rygpanelets malerier er fra 1700-tallet. På skibets nordvæg hænger en krucifiksgruppe udført af Claus Bergs værksted i Odense 1510-20. I kirken ses desuden en Madonnafigur fra 1300-tallet og Anna selv tredje fra sengotisk tid.
Den romanske granitfont har cylindrisk kumme med akantusranke, på den firkantede fod ses uhyrer
Indtil Kommunalreformen i 2007 lå kirken i Fyns Amt, og indtil Kommunalreformen i 1970 i Vends Herred (Odense Amt).

## Eksterne kilder og henvisninger
- Wikimedia Commons har flere filer relateret til Asperup Kirke
- Asperup Kirke Arkiveret 31. januar 2011 hos  Wayback Machine på nordenskirker.dk
- Asperup Kirke på KortTilKirken.dk
- Asperup Kirke på danmarkskirker.natmus.dk (Danmarks Kirker, Nationalmuseet)